# 黄腹铁爪鹀
黄腹铁爪鹀（学名：Calcarius pictus），是雀形目铁爪鹀科的一种鸟，分布于北美洲。黄腹铁爪鹀是交配方式最与众不同的雀形目鸟类之一，雌雄均与1-3只异性交配，在繁殖季节的一个星期内，每只鸟可以交配350次，雄鸟并不占据和守卫领地，而是在交配期间跟随正在与自己交配的雌鸟并赶走入侵的雄鸟。

## 分类
黄腹铁爪鹀由英国鸟类学家威廉·斯文森描述于1832年，:250模式标本采集于加拿大萨斯喀彻温省的Fort Carlton国家公园。
黄腹铁爪鹀是单型物种，没有亚种分化，美国鸟类学家Emerson Kemsies曾提出该物种有三个亚种，主要以背部和胸部的颜色相区别，但后来发现这种差异完全是羽毛的磨损和褪色导致的。

## 特征
繁殖季节的雄鸟喉部、胸部、腹部和颈部呈鲜艳的黄褐色，头部有粗大的黑白条纹，背部有黑色和浅黄色交错的条纹；雌鸟和非繁殖季节的雄鸟较为黯淡，为浅黄色，头部、胸部和胁部具有细条纹，幼鸟的形态与雌鸟非常相似。同属的铁爪鹀腹部为白色，而栗领铁爪鹀腹部为黑色，头部斑纹也明显不同。
其体长15-17厘米，体重约20-32克，翼长约90.9毫米，嘴峰长约13.2毫米，喙宽度约4.6毫米，喙厚度约5.7毫米，跗蹠长约20.2毫米，尾长约62.8毫米。

## 分布及生境
黄腹铁爪鹀是候鸟，它们在阿拉斯加和加拿大西北部繁殖，主要栖息在森林-苔原过渡地区，海拔最高可到915米。在美国中南部越冬，栖息于湖泊周围的草地、牧场以及机场附近的草地。

## 生态

### 食性
黄腹铁爪鹀是草食性为主的动物，其主要食物来源是植物的干果或种子，繁殖季也取食昆虫等陆生无脊椎动物。

### 天敌
黄腹铁爪鹀的雄鸟较少受到攻击，主要的天敌是灰背隼、灰伯劳及北鹞，卵及幼鸟可能受到赤狐、北极狐、白鼬、银鸥、短尾贼鸥及渡鸦等的捕食。

## 繁殖

### 交配
与铁爪鹀科其它物种的单配偶制不同，黄腹铁爪鹀是多配偶制的交配系统，一只雄鸟与1-3只雌鸟交配，雌鸟亦与1-3只雄鸟交配，在繁殖季节的一个星期内，每只鸟可以交配350次，是鸟类中交配率最高的物种之一。这些雄鸟分别被称为「主要雄鸟」（primary male）、「次要雄鸟」（secondary male）和「第三雄鸟」（tertiary male），它们的交配依照顺序进行，并且在一天内不会更换配偶，雌鸟与主要雄鸟交配3-7天，与次要雄鸟交配1-6天，少数情况下会在产卵完成前的最后一天与第三雄鸟交配。平均而言，雌鸟59.1%的后代来自主要雄鸟，36.4%来自次要雄鸟，而仅有4.5%来自第三雄鸟。
黄腹铁爪鹀在到达繁殖地1-5天后开始交配，99%的交配由雌鸟发起，雌鸟背对雄鸟，倾斜身体，将尾翘起到几乎垂直，并将头部伸向雄性，扑打翅膀，嘴微微张开，雄性从后方与雌性交配，交配持续约1-3秒。
黄腹铁爪鹀的雄鸟并不如同许多鸟类那样占据和守卫领地，而是在交配期间守卫雌鸟，雄鸟会跟随正在与自己交配的雌鸟并赶走入侵的雄鸟。主要雄鸟对雌鸟的保护在第一个卵产下之前最为强烈，次要雄鸟的保护在第三个卵产下的当天最为激烈。

### 巢和卵
黄腹铁爪鹀筑巢在苔原地带的干燥而平坦的山丘顶部或旁边的洼地，巢为杯状，主要由莎草制成，内部衬以羽毛、动物毛发和地衣，外径7-11.4厘米，内径6-7厘米，深3.5-6.4厘米；平均每窝产下4枚卵，近椭圆形，平均长21厘毫米，直径15毫米，为浅褐色或浅绿色，带有深色的条纹或斑点。

### 孵卵及育雏
孵卵由雌鸟独自进行，但雄鸟也会参与育雏，一只雄鸟可能同时喂养多个巢的幼鸟，一个巢的幼鸟也可能同时有多只雄鸟喂养。雄鸟会更多地喂养自己的后代较多的巢，但它们判断哪个巢中自己的后代更多的机制尚不清楚，可能是取决于交配期间与雌鸟的接触。幼鸟在孵化后7-9天离巢，在12日时能够短距离飞行，亲鸟还将继续喂食约3周。

### 其它
目前尚未在黄腹铁爪鹀中发现合作繁殖或巢寄生的现象。

## 保护
黄腹铁爪鹀的分布范围非常大，栖息地未受到明显破坏，种群规模很大且数量稳定，在过去40年间都没有显著减少，且该物种并非狩猎目标，因此被评估为无危物种。